# أولاد يحيى (كريفات)
أولاد يحيى هي إحدى مشيخات المملكة المغربية، تتبع جغرافيا لإقليم الفقيه بن صالح وإداريًا لكريفات. يقدر عدد سكانها بـ 29026 نسمة حسب الإحصاء الرسمي للسكان والسكنى لسنة 2004.